# Юнгквист, Бенгт
Бенгт Хельге Юнгквист (швед. Bengt Helge Ljungquist, 20 сентября 1912 — 15 июля 1979) — шведский военный, наездник и фехтовальщик, призёр Олимпийских игр и чемпионатов мира.

## Биография
Родился в 1912 году в Умео. В 1936 году участвовал в состязаниях по фехтованию на саблях и рапирах на Олимпийских играх в Берлине, но не завоевал наград. В 1937 году стал бронзовым призёром чемпионата мира по фехтованию. На чемпионате мира 1938 года завоевал серебряную медаль.
В 1947 году завоевал две серебряные медали чемпионата мира по фехтованию. В 1948 году стал бронзовым призёром Олимпийских игр в Лондоне. В 1951 году завоевал бронзовую медаль чемпионата мира по фехтованию. В 1952 году стал серебряным призёром Олимпийских игр в Хельсинки. В 1954 году завоевал серебряную медаль чемпионата мира по фехтованию. В 1956 году принял участие в состязаниях по фехтованию на шпагах на Олимпийских играх в Мельбурне, но неудачно.
В 1964 году принял участие в соревнованиях по выездке на Олимпийских играх в Токио, где занял 5-е место в командном первенстве, а в личном зачёте стал 22-м. В 1970 году переехал в США, где стал тренером сборной США по конному спорту, завоевавшей бронзовые медали Олимпийских игр в Монреале. Умер от сердечного приступа во время поездки на родину.